# Urbanus Rhegius

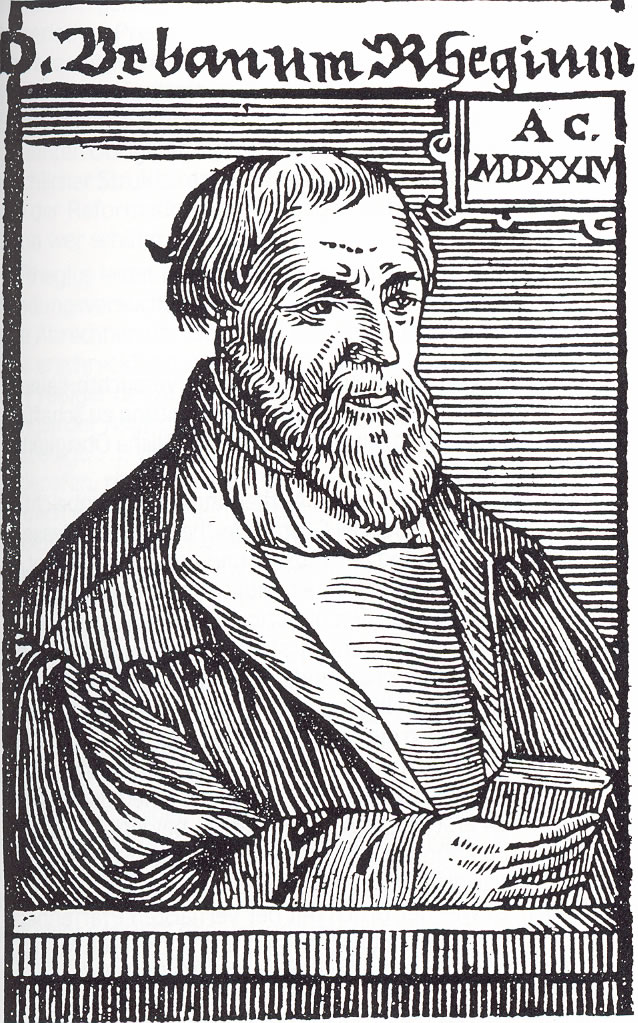
Urbanus Rhegius

Urbanus Henricus Rhegius (meglio conosciuto come Urban Rieger; Langenargen, maggio 1489 – Celle, 23 maggio 1541) è stato uno scrittore e un riformatore protestante tedesco, attivo sia nella Germania settentrionale che meridionale per promuovere l'unità luterana nel Sacro Romano Impero. Fu anche un poeta popolare. Martin Lutero lo definì il vescovo della Bassa Sassonia.

## Biografia
Nacque Urban Rieger, figlio di Konrad Rieger, sacerdote cattolico e della sua amante (non essendo permesso ai preti di sposarsi), a Langenargen sul Lago di Costanza.
Frequentò la scuola latina di Lindau e poi studiò le arti liberali all'Università di Friburgo. Fece amicizia con Wolfgang Capito all'università. Dopo essersi laureato nel 1510, intraprese ulteriori studi all'Università di Ingolstadt, in particolare sotto la guida di John Eck, laureandosi come Magister Artium nel 1516. Durante questo periodo venne nominato poeta laureato dall'imperatore Massimiliano.
Nel 1519 si recò a Costanza dove fece amicizia con Johann Fabri, che lo incoraggiò a formarsi come predicatore, e dopo brevi studi a Tubinga, nel 1520 divenne sacerdote cattolico ad Augusta, in sostituzione di Johannes Oecolampadius che era partito per aderire al movimento di Riforma. Una condizione per questa nomina era acquisire un dottorato che egli conseguì all'Università di Basilea più tardi quello stesso anno. Dal 1521 iniziò a sostenere il movimento di Riforma e fu un chiaro ammiratore di Martin Lutero. Ciò lo costrinse a lasciare il suo incarico, e tornare a Langenargen, prima di andare a Hall in Tirolo, dove predicò fino al 1523. La città di Augusta lo invitò quindi a tornare come predicatore per la chiesa carmelitana di Sant'Anna. Qui iniziò a diffondere le proprie idee in linea con il movimento di Riforma. Inizialmente, tuttavia, evitò di stampare queste opinioni.
Nel 1525 latinizzò il suo nome in Urbanus Rhegius. Fu con questo nome che iniziò a pubblicare opinioni protestanti. Si sposò in quell'anno, pratica normalmente proibita ai sacerdoti cattolici, ma accettata dai protestanti.
Dal 1527 iniziò a pubblicare opuscoli contro il movimento anabattista, sorto come movimento rivale sia per il cattolicesimo che per il protestantesimo in quell'anno. In questi primi anni del protestantesimo, si prodigò come arbitro fra le diverse visioni, in particolare delle diverse visioni sull'Eucaristia, espresse da Lutero e Zwingli, e queste qualità gli conquistarono l'ammirazione di Filippo I d'Assia. In tale veste, nel 1530 fu uno dei collaboratori (insieme a Lutero ed altri) nella creazione della Confessione augustana.
Rimase ad Augusta fino al 1530, quindi il suo ultimo ruolo fu quello di sovrintendente nel Ducato di Lüneberg (sotto Ernst di Lüneberg), vivendo in seguito a Celle. Dal 1535 fu un forte sostenitore della tolleranza verso gli ebrei all'interno della Germania (una visione non comune a quel tempo).
Morì a Celle il 27 maggio 1541.

## Opere (selezione)
- Nova doctrina, 1526
- Die new leer sambt jrer Verlegung (La nuova dottrina insieme alla sua interpretazione), 1527
- Seelenarznei (Medicina per l'anima), 1529
- Formulas quaedam caute, 1535
- Dialogus von der schönen Predigt (Dialogo sulla bella predica), 1536